# Motorola BMD

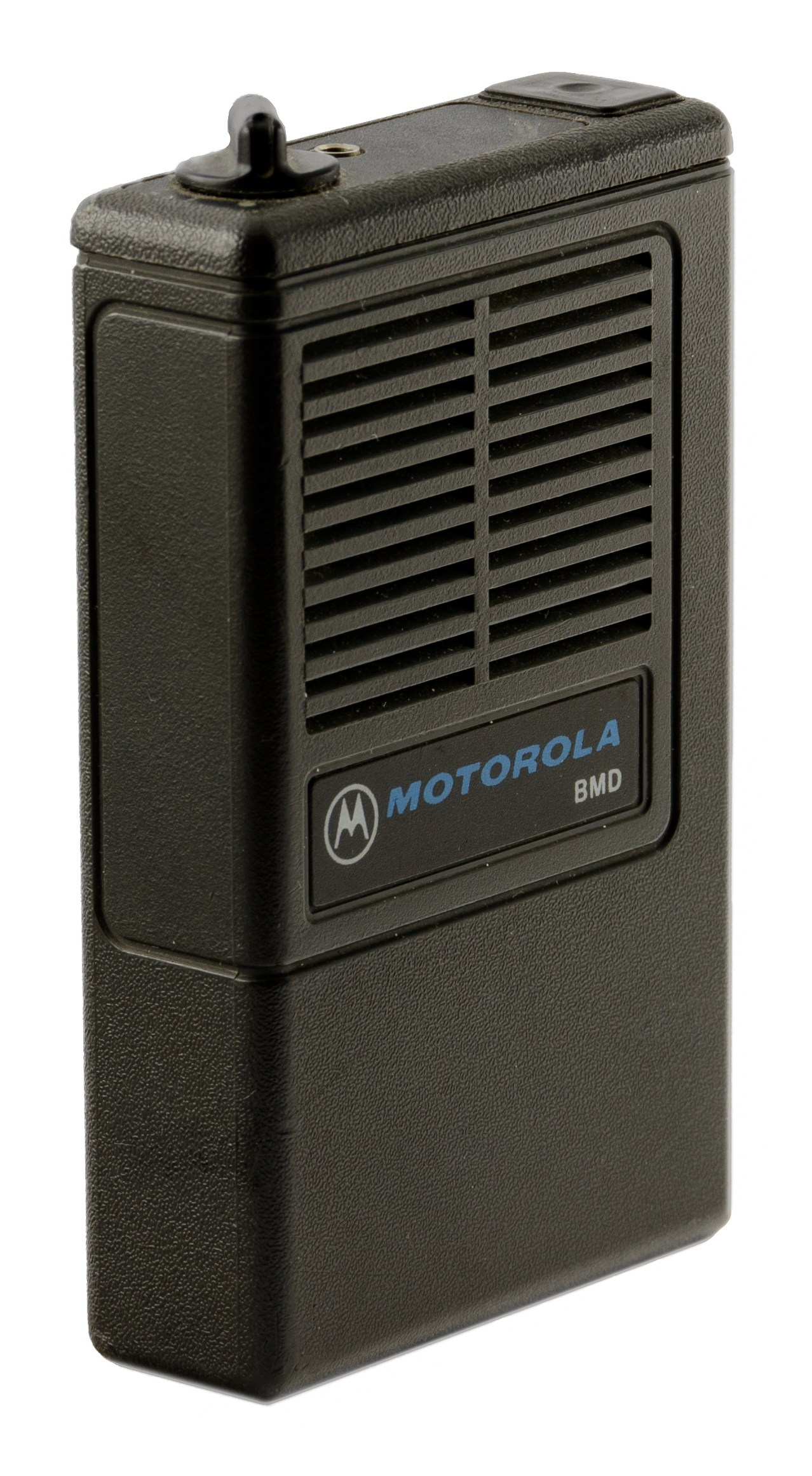
Motorola BMD in „einfacher“ Ausführung mit einem Drehschalter (ohne Mithörfunktion und ohne „Mem-O-Lert“-Funktion)

Der Motorola BMD ist ein Funkmeldeempfänger. Er dient zur Alarmierung oder Benachrichtigung von Personen oder Personengruppen über ein Funknetz. Das Gerät kommt überwiegend bei den BOS zum Einsatz. Das Gerät ist tragbar und kann durch seinen Clip auf der Rückseite auch am Gürtel getragen werden.

## Technische Beschreibung
Die Standardausführung des Motorola BMD arbeitet im 4-Meter-Band-Bereich, während es auch eine Ausführung für das 2-Meter-Band gibt. Die Empfänger müssen für den jeweiligen Funkkanal bequarzt und abgeglichen werden. Die Alarmierung erfolgt analog über eine 5-Ton-Folge, auf die das Gerät spezifisch kodiert werden muss. Die Kodierung der Tonfolge(n) erfolgt über einen Integrierten Schaltkreis (IC).
Das Gerät kann auf bis zu zwei solcher 5-Ton-Folgen kodiert werden, die aber nur in einer Ziffer innerhalb der letzten drei Stellen voneinander abweichen dürfen (Gruppenruf-Funktion).
Beispiele:
- Mögliche Kodierung: 12345 + 12347 oder 12345 + 12335 oder 12345 + 12445
- Unmögliche Kodierung: 12345 + 12352

Wird eine der kodierten Fünfton-Folge empfangen, ertönt zunächst ein Alarmton. Dieser kann je nach erkannter Fünfton-Folge ein Intervall-Piepton oder ein Dauerton sein. Anschließend wird der Empfänger geöffnet und der Funkverkehr hörbar. Wird für eine gewisse Zeit kein Signal oder Träger mehr empfangen, geht der BMD in den Modus „Anruferinnerung“. Dabei wird der Empfänger wieder stummgeschaltet, alle 30 Sekunden ertönt ein kurzer Piepton. Zum Einschalten des Gerätes und zum Einstellen der Lautstärke dient ein Drehschalter auf der Stirnseite des Gerätes. Die Lautstärke kann damit in zwei verschiedenen Lautstärkestufen eingestellt werden. Weiterhin befindet sich dort ein Taster zum Rücksetzen des FME nach Beendigung der Alarmierungsdurchsage (der FME wird wieder stummgeschaltet und ist anrufbereit). Eine 2,5-mm-Klinkenbuchse dient zum Anschluss eines Ohrhörers.
Mit einem zweiten, optionalen Drehschalter kann das Gerät zum Mithören des Funkverkehrs genutzt werden. Als weitere Option ermöglicht der zweite Drehschalter die Nutzung der sogenannten „Mem-O-Lert“-Funktion. Wird der Schalter in die Position „M“ gebracht, wird ein eingehender Alarm nicht sofort wiedergegeben, sondern erst, wenn der Schalter aus der Stellung „M“ zurückgestellt wird.
Als Spannungsversorgung dient dem Melder ein spezieller 2,6-Volt-Akku, der von Motorola angefertigt wurde. Inzwischen gibt es diese Akkus auch von anderen Herstellern.
Der Piep-Ton setzt sich aus zwei Frequenzen zusammen. Eine „Piep-Frequenz“ die 2750 Hz beträgt und eine „An/Aus-Frequenz“ die 4 kHz beträgt.

## Einsatzbereiche
Das Gerät wurde 1984 eingeführt und war der Nachfolger des Motorola Pageboy II. Der BMD ist auch heute noch flächendeckend bei vielen Organisationen verbreitet, die analog alarmieren. Neben dem Einsatz im hauptamtlichen Bereich bei Rettungsdienst oder Feuerwehr ist das Gerät aufgrund seiner einfachen Handhabung, seinem geringen Funktionsumfang und der Kostengünstigkeit vor allem beim Katastrophenschutz und den Hilfsorganisationen weit verbreitet. Zusätzlich ist das Gerät oft im Einsatz unter widrigen Bedingungen (Baustelle, Werkhallen usw.). Dies liegt zum einen an der sehr hohen Lautstärke des Gerätes sowie seiner Robustheit gegen äußere Einflüsse (massives Gehäuse, Lautsprecher staubgeschützt).
Von Funkamateuren werden besonders die 2-Meter-Band-Geräte gerne für das 2-Meter-Amateurfunkband umgebaut und für die Alarmierung im Notfunk genutzt.

## Zubehör
Folgendes Zubehör wurde für den BMD gefertigt:
- 230-Volt-Ladegerät mit Ladeplatz für einen zusätzlichen Akku und externen Anschlussmöglichkeiten für eine Antenne und Zusatzgeräten wie z. B. eine Alarmpfeife.
- Heim-/Fahrzeug-Zusatz mit zusätzlichem 2-Watt-NF-Verstärker mit externen Anschlussmöglichkeiten für eine Antenne, einen Zusatzlautsprecher und Zusatzgeräten wie z. B. eine Alarmpfeife.
- Verschiedene Ledertragetaschen, teilweise auch mit Schleppantenne (bei schlecht versorgten Empfangsbereichen)